# 플로리안 벨브로크
플로리안 벨브로크(독일어: Florian Wellbrock, 1997년 8월 19일~)는 독일의 수영 선수로 주 종목은 자유형과 오픈 워터 스위밍이다. 2020년 하계 올림픽에서 남자 10km 오픈 워터 스위밍 종목에서 금메달, 1500m 자유형 종목에서 동메달을 획득했다.